# Zlatko Vuletić
Zlatko Andrej V, född Zlatko Andrej Vuletić 12 maj 1991 i Stuttgart, Tyskland, är en  serbisk-norsk artist.

## Karriär
Zlatko växte upp i Belgrad, Ljubljana och Oslo. Vid sju års ålder började han i skolan och det var här hans musikaliska talanger började utvecklas.
Zlatko Andrej V började sin musikala karriär vid tio års ålder efter att ha vunnit tv-showen "Little Stars". Han blev känd då han kom tvåa i talangshowen Melodi Grand Prix Junior år 2005 i Oslo. Trots att han kom på andra plats, så fick han slutligen kontrakt och släppte sin första CD-singel kallad "I Know".

## Diskografi
Album
- Heart on Fire (2004)
- Catch Me (2006)

Singlar
- "I Know" (2005)
- "Boy of The Jungle" (2007)